# Kamienica przy ul. Rycerskiej 1 w Bytomiu
Kamienica przy ul. Rycerskiej 1 w Bytomiu – narożna kamienica z 2. połowy XIX wieku w Bytomiu, wpisana do rejestru zabytków nieruchomych województwa śląskiego.

## Historia
Na miejscu kamienicy znajdował się w średniowieczu zamek Książąt Śląskich. Obiekt wzniesiono na starych piwnicach ze sklepieniami kolebkowymi. Część budynku może pochodzić sprzed XIX wieku, architekt ani dokładna data budowy nie są znani. Przyjmuje się, że kamienica została wzniesiona około 1860 lub w 1880 roku w stylu historyzmu. Została przebudowana w 1900 roku, wówczas przybrała wygląd zbliżony do obecnego. Budynek służył jako hotel „zum weissen Adler” (Orzeł Biały, Biały Orzeł), od lat 30. XX przemianowany na hotel Schwarzer Adler (Orzeł Czarny, Czarny Orzeł), w jego piwnicach znajdowała się winiarnia. W latach 20. XX wieku na 1. piętrze znajdowało się kino. 30 listopada 1993 roku kamienica została wpisana do rejestru zabytków nieruchomych (nr rej. A/1374/24).
Do 2009 roku na parterze znajdowała się przychodnia lekarska Spółdzielni Pracy Lekarzy Specjalistów. Budynek był następnie nieużytkowany, niszczał kilkanaście lat i był w złym stanie technicznym, wymagana była wymiana stropów. Remont budynku rozpoczęto w 2022 roku; projekt remontu i nadbudowy opracowało biuro MWArchitekci; planowane jest zachowanie historycznej klatki schodowej. Nadbudowa zaprojektowana przez Marlenę Wolnik została zbudowana z drewna i była w stanie surowym w lipcu 2023 roku; ma zostać pokryta blachą tytanowo-cynkową. Kamienica po rewitalizacji ma być ponownie wykorzystywana jako hotel.

## Architektura
Budynek w narożu bytomskiego rynku, murowany z cegły, pierwotnie trzykondygnacyjny (najniższy w kwartale), podwyższony o jedną drewnianą kondygnację. 
Elewacje wykończone eklektycznymi dekoracjami rzeźbiarskimi w obramieniach okien.